# U.S. Bombs
Gli U.S. Bombs sono un gruppo hardcore punk statunitense formato nel 1993. Gli U.S. Bombs sono formati dal cantante Duane Peters, i chitarristi Chuck Briggs (morto recentemente a causa di complicazioni relative all'AIDS) e Kerry Martinez, il bassista Wade Walston ed il batterista Chip Hanna. Il gruppo ha pubblicato il primo album nel 1996, un EP omonimo. Al loro primo disco completo, Put Strength in the Final Blow, è seguito Garibaldi Guard! (aprile 1996). Prima della pubblicazione dell'album Back at the Laundromat, Chuck Briggs ha abbandonato la band, sostituito dal componente degli Youth Brigade Jonny Wickersham.
Una traccia di Back at the Laundromat, Yer Country, è presente nella colonna sonora per Tony Hawk's Pro Skater 4.
La formazione per i tour comprende:
- Heiko (precedentemente nei One Man Army) - basso
- Nate Shaw (Die Hunns) - chitarra
- Jamie (Monkey Boy) Reidling - batteria
- K-Bomb - chitarra
- The Master of Disaster (Duane Peters) - voce

## Componenti
- Duane Peters
- Kerry Martinez
- Wade Walston
- Chip Hanna
- Jonny Wickersham
- Curt Gove
- Jamie Reidling

## Discografia

### Album in studio
- Put Strength in the Final Blow -solo in vinile (1994)
- Garibaldi Guard! (1996)
- Never Mind the Opened Minds (Gennaio 1997)
- War Birth (Settembre 1997, Epitaph Records)
- The World (Giugno 1999, Epitaph Records)
- Put Strength in the Final Blow (Settembre 1999)
- Back at the Laundromat (Marzo 2001)
- Covert Action (Marzo 2003)
- Put Strength in the Final Blow: The Disaster Edition (Luglio 2003, Disaster Records)
- We Are the Problem (SAILOR'S GRAVE RECORDS) (Aprile 2006)
- Road Case (Novembre 2018, Slope Records)

### EP
- U.S. Bombs 7" (Jan. 1996)
- Kill Me Good 7"
- Scouts of America double 7"
- Outtakes From a Beer City Basement 7" (1998)
- Great Lakes of Beer 7"
- U.S. Bombs/The Bristles split 7"
- Jaks/The Way It Ends 10" picture disc
- Hobroken Dreams (1999)
- Tora Tora Tora!/Yer Country (March, 2001)
- Art Kills (April 2003)

### Compilation
- Lost In America: Live 2001 (Live album) (Jan. 2002)
- Bomb Everything: Live 2001 (Australia Only)

### Apparizioni in compilation
- 2003 - Warped Tour 2003 Tour Compilation

## Gruppi correlati
- Cadillac Tramps - Jonny Wickersham
- Chip Hanna - Chip Hanna
- Die' Hunns - Duane Peters
- Duane Peters and the Hunns - Duane Peters
- The Duane Peters Gunfight - Duane Peters
- One Man Army - Chip Hanna
- Social Distortion - Jonny Wickersham
- Youth Brigade - Jonny Wickersham